# Ricardo Méndez Silva
Ricardo Méndez Silva, académico de la Universidad Nacional Autónoma de México, especialista en Derecho Internacional. Fue director de la Facultad de Ciencias Políticas y Sociales en el periodo 1988 - 1992. Actualmente es investigador del Instituto de Investigaciones Jurídicas de la UNAM. 

## Trayectoria profesional
Comenzó su carrera desde muy joven, a los 22 años comenzó a dar clases en la Facultad de Ciencias Políticas y Sociales, plantel en donde imparte cátedra hasta la fecha  de la UNAM e ingresó como Ayudante de Investigador en el Instituto de Derecho Comparado en 1965. En 1967 habiéndose convertido el Instituto de Derecho Comparado en  Instituto de Investigaciones Jurídicas ganó un concurso de méritos para ser designado Investigador en el año de 1967   UNAM. 
Estudió la Maestría en Derecho Internacional en la Universidad de Cambridge, Inglaterra, y fue miembro del Trinity College de la misma Universidad en los años 1969-1971. Fue miembro de la primera generación del Doctorado en Relaciones Internacionales de la Facultad de Ciencias Políticas y Sociales de la UNAM 1969-1971, en donde obtuvo el grado de Doctor en 1987.
Además, en la UNAM  fue director General de la Dirección General de Extensión Académica 1985-1988. Fue conductor del Programa "Debate de Actualidades" en Radio UNAM de 1985-1988. Fue Presidente de la Asociación Mexicana de  Estudios Internacionales en 1995-1996. En el sector público, se desempeñó como  en el Consejo de la Judicatura Federal designado por el Senado de la República para el periodo 1995 - 1997. Actualmente funge como Coordinador del Área de Derecho Internacional del Instituto de Investigaciones Jurídicas de la UNAM

## Publicaciones
- El Régimen Jurídico de las Inversiones Extranjeras en México, UNAM, 1969;
- El mar patrimonial en América Latina, UNAM, 1974;
- Los problemas de un mundo en proceso de cambio, coeditor con el Maestro Luis González Souza, UNAM, 1979;
- El derecho internacional público en coautoría con el Dr. Alonso Gómez Robledo (dos ediciones, 1981 y 1984);
- Tendencias del cambio democrático, compilador, UNAM, 1995;
- Elementos de Derecho Internacional Humanitario, co-compilador con Susana Fraidenraij, UNAM, 2001;
- Derecho Internacional de los Derechos Humanos, coordinador, UNAM, 2002;
- Derecho de los Conflictos Armados, tomos I y II, co-compilador con Liliana López Ortiz, UNAM-CICR, 2003;
- Derecho y Seguridad Internacional, coordinador, UNAM, 2005.[1]
- El Caso de Afganistán y Al-Qaida en el Consejo de Seguridad, UNAM, 2003;

El Consejo de Seguridad y los casos de Afganistán e Irak, UNAM, 2014